# Alessandro Del Piero
Alessandro Del Piero (Conegliano, Província de Treviso, Itàlia, 9 de novembre de 1974), conegut com el Pinturicchio, Godot, L'Uccellino, Alessandro Magno, Alessandro Il Grande i Il Capitano, és un futbolista italià actualment retirat. Va començar la seva carrera futbolística amb el Calcio Padova, el 1988, i amb el qual va debutar com a professional tres anys més tard.
Després de jugar durant dues temporades al club paduà va ser transferit a la Juventus FC, on es va estar fins al juny de 2012. Amb el club torinès va obtenir 12 títols a nivell nacional (sis Serie A, una Serie B, una copa italiana, quatre supercopes italianes) i quatre a nivell internacional (una Lliga de Campions de la UEFA, una supercopa d'Europa, una Copa Intercontinental i una Copa Intertoto de la UEFA). A més, posseeix el rècord de ser el futbolista amb més partits disputats i més gols marcats amb la Juventus.
Amb la selecció de futbol d'Itàlia va participar en quatre Eurocopes i en tres edicions de la Copa Mundial de Futbol, sent el seu millor resultat en el campionat obtingut a la Copa del Món de Futbol de 2006 després de guanyar França per 5-3 a la tanda de penals a la final.
L'any 2000 va ser reconegut com el futbolista més ben pagat del món, i el 2004 va ser inclòs a la llista FIFA 100 elaborada per l'exfutbolista Pelé a petició de la FIFA. Alguns dels seus premis individuals han estat el Golden Foot, guanyant d'uns 1000 vots, el Trofeu Bravo i el Pallone d'Argento. Amb 44 gols en 92 partits és el novè màxim golejador històric de la Lliga de Campions de la UEFA.

## Biografia
Alessandro Del Piero va néixer a Conegliano el 9 de novembre de 1974. És fill de Gino, un electricista, i Bruna, mestressa de casa. Té dos germans: el més gran, Stefano, va ser futbolista professional durant poc temps amb la Unione Calcio Sampdoria, però va patir una greu lesió i va haver de retirar-se del futbol, sent actualment el seu representant; i una germana adoptada de nacionalitat romanesa anomenada Beatrice. Va passar tota la seva infància a la casa de la seva família a San Vendemiano (Província de Treviso). Jugava al futbol al pati de darrere de casa seva amb dos amics, Nelso i Pierpaolo.
Tot i haver estat dedicat al futbol durant tant de temps, té un diploma en comptabilitat. Després de cinc anys de festeig amb Sonia Amoruso, es van casar en secret el 12 de juny de 2005, a la petita parròquia de Mongreno, Torí. La cerimònia va ser realitzada pel rector Luigi Ciotti, fundador i president del «Grup d'Abel», una associació voluntària de Torí. El seu primer fill, Tobías, va néixer el 22 d'octubre de 2007 a la clínica Sant'Anna de la ciutat de Torí. El 4 de maig de 2009, va néixer la seva segona filla anomenada Dorotea. El 27 de desembre de 2010, va néixer la seva tercera filla a la qui va anomenar Sasha.
Fora del món del futbol i de manera regular practica el golf, tennis i bàsquet. És fanàtic i amic personal del base de Los Angeles Lakers, el canadenc Steve Nash, i de l'excantant de la banda Oasis, Noel Gallagher. L'any 2005, va aparèixer al vídeo Lord Don't Slow Me Down, autografiant-se la samarreta i entregant-la als membres de la banda. El 2006, amb l'ocasió dels Jocs Olímpics d'Hivern de 2006 de Torí, va ser un dels rellevistes que va portar la torxa olímpica.

## Trajectòria

### Clubs

#### Calcio Padova
Va començar a practicar el futbol al camp de la Parròquia de Saccon, on entrenava de nit gràcies a un petit sistema d'electricitat que havia construït el seu pare. Després va passar a l'equip de la seva ciutat natal, l'Associazione Calcio San Vendemiano exercint com a porter, ja que la seva mare pensava que d'aquesta manera era més probable que no sortís del partit ferit. Això no obstant, el seu germà Stefano li va dir que era bo jugant a l'atac i va canviar-se de posició.
Mentre jugava al San Vendemiano, el capellà del poble (també president de l'equip) va parlar amb alguns dirigents del Calcio Padova, inicialment sense èxit, ja que existia preocupació a causa de la prima contextura d'Alex. Això no obstant, el 1992 va ser transferit per l'equip paduà i va ser inscrit a l'equip juvenil. Als 16 anys va aconseguir la seva primera oportunitat al futbol professional i va debutar a la Serie B tenint a l'exfutbolista Mauro Sandreani com a entrenador. La temporada següent va jugar deu partits i va fer el seu primer gol en la victòria del Padova contra el Ternana Calcio per 5-0.

#### Juventus Football Club

##### El debut a la Serie A
L'estiu de 1993, gràcies a les gestions de Giampiero Boniperti, va ser transferit a la Juventus Football Club per cinc mil milions de lires italianes, firmant un contracte per 150 milions de lires per temporades més premis, després d'haver estat rebutjat per l'Associazione Calcio Milan, complint així el somni de poder pertànyer a la societat torinesa d'Alessandro. Tot i que Giovanni Trapattoni el va promoure de seguida al primer equip, va ser transferit a l'equip juvenil on Antonello Cuccureddu entrenava, convertint-se de seguida líder de l'equip. Junt amb Fabrizio Cammarata, Christian Manfredini, Lorenzo Squizzi i Jonathan Binotto van conduir al club a guanyar el Torneig de Viareggio i el títol del Campionat Primavera.